# レベルストークダム
レベルストークダム (Revelstoke Dam) は、カナダ・ブリティッシュコロンビア州レベルストーク (Revelstoke) から5キロメートル北に離れた場所にある、コロンビア川に建設された水力発電のためのダムである。発電所は1984年に完成し、198万キロワットの発電が可能である。水車発電機は初め4台が設置され、現在は5台目を増設する工事が行われている。ダム湖（人造湖）の名はレベルストーク湖 (Lake Revelstoke) という。ダムの運営はBCハイドロ (BC Hydro and Power Authority) によって行われる。ダムの下流にはアロー湖 (Arrow Lakes) があり、コロンビア川はアメリカ合衆国ワシントン州へと至る。

## 日本メーカー製発電機の導入
当初設置された4台の水車発電機は日本の電機メーカー・富士電機によるものである。BCハイドロはピースリバーポーテージマウンテン発電所やジョルダンリバー発電所に富士電機製の機器を導入しており、その実績を評価してレベルストークダム用の水車発電機を富士電機に対して発注した。1台あたりの出力は49万5,000キロワットに達し、発電機（三相電磁石同期電動機）の回転子は外径13.6メートル、それを支える軸受には2,000トンもの荷重が加わる。発電用水車としてはフランシス水車を採用し、その重さは160トン。翼の形状はコンピュータを駆使した流れ解析技術によって最適なものとしている。

## レベルストークダム・ビジターセンター
レベルストークから北へ5キロメートル離れた場所に、レベルストークダム・ビジターセンター (Revelstoke Dam Visitor Centre) がある。この施設ではダムや水力発電に関することのほか、2009年からはファースト・ネーションと呼ばれるカナダの先住民であるセクウェップム族 (Secwepemc) やオカナガン族 (Okanagan people)、クートニー族 (Ktunaxa) の人々の歴史や文化についての展示も行われている。劇場やギフトショップ、遊歩道が整備されている。

## 拡張工事
BCハイドロは現在、5台目の水車発電機を増設している。完成すれば50万キロワットの出力増加となり、総出力は248万キロワットとなる。

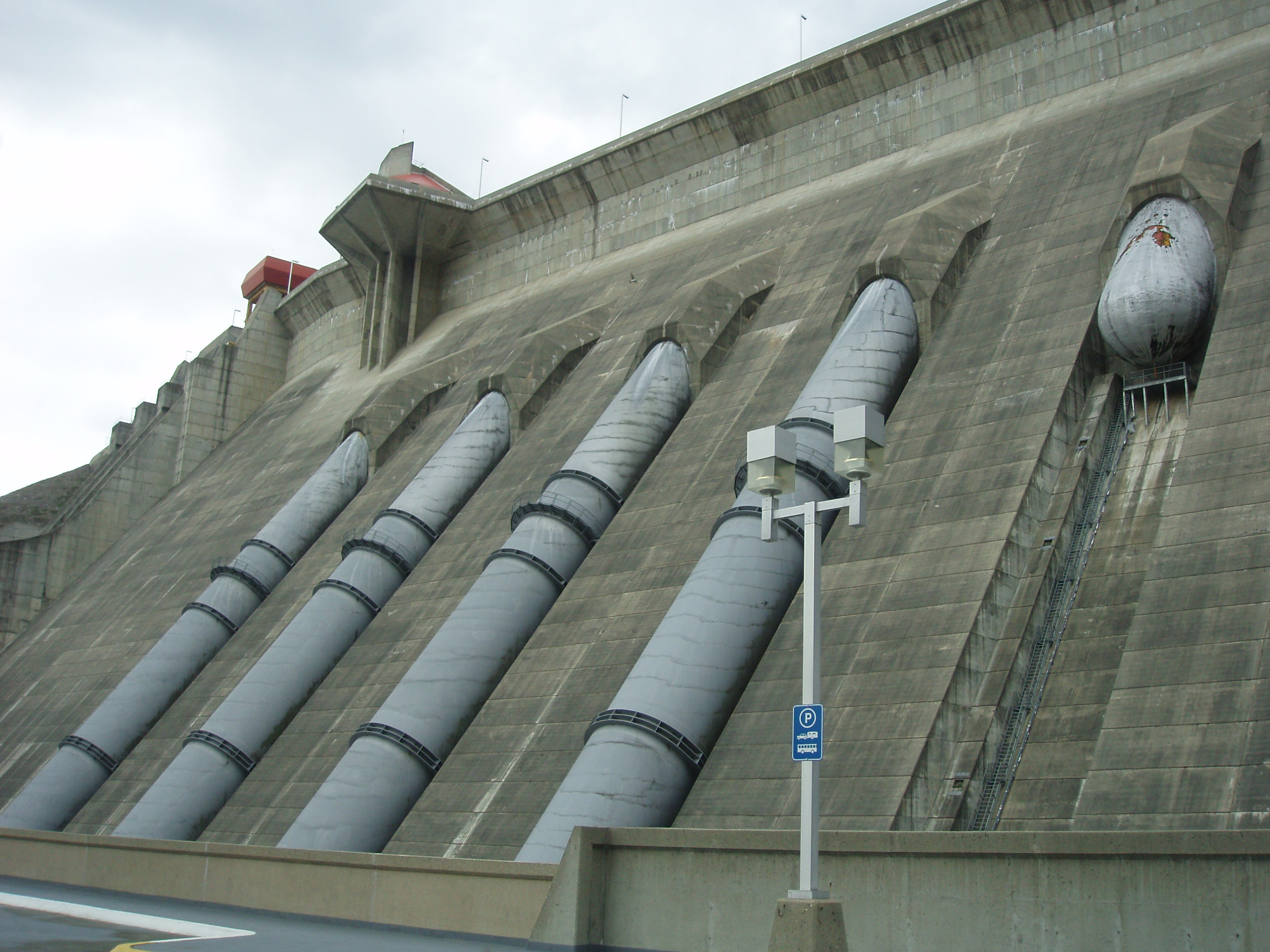
レベルストークダムの水圧鉄管
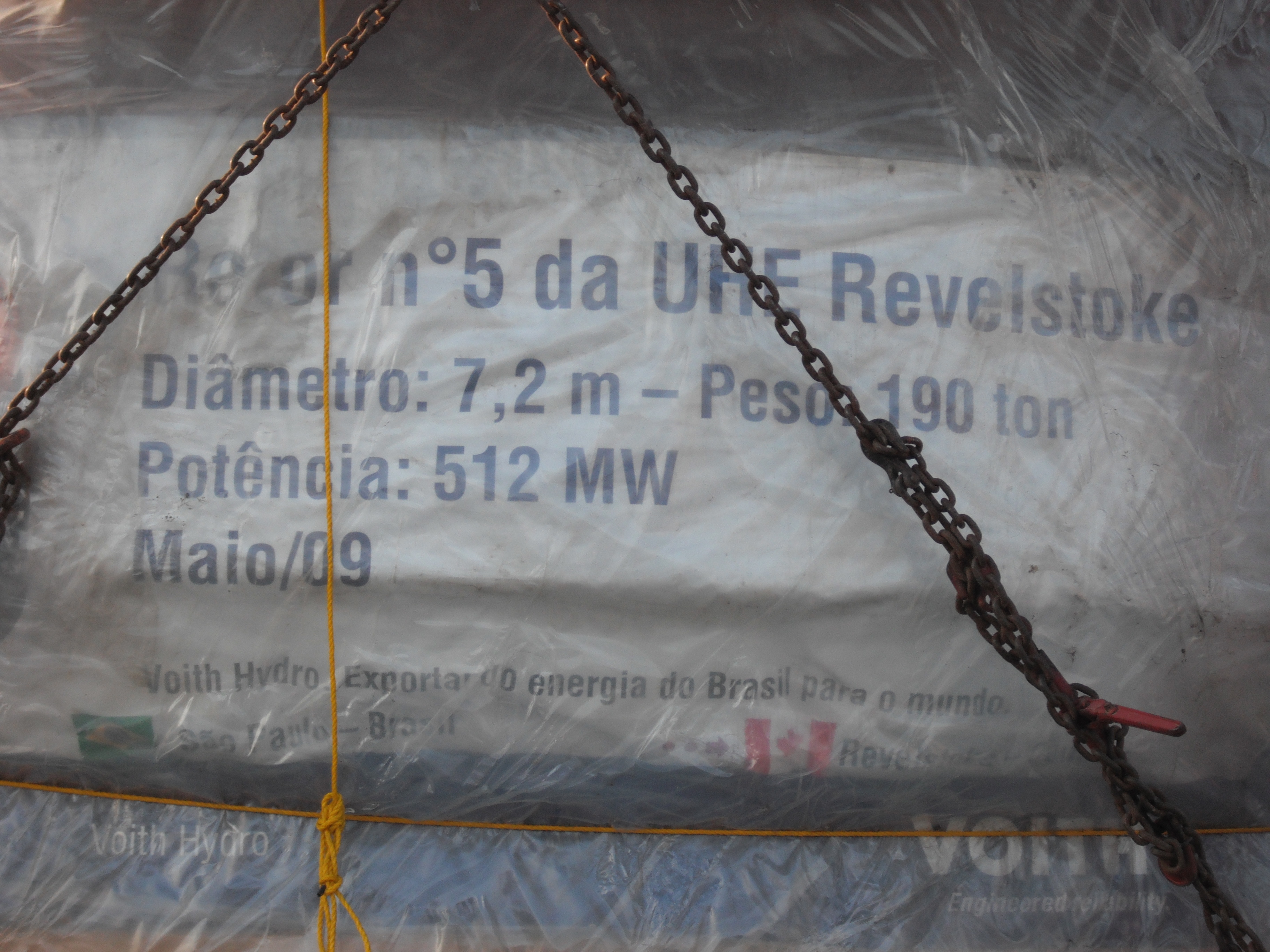
5台目として増設待ちの部品